# Tommy Trash
Tommy Trash, właśc. Thomas Olsen (ur. 15 listopada 1987 w Bundaberg) – australijski DJ i producent muzyczny.
Olsen pierwsze kroki w produkcji muzyki stawiał jako nastolatek, a jego pierwszą produkcją był wydany w 2006 roku remix dla Sugirumn we współpracy z Goodwillem. W latach 2007–2010 jego produkcje powstawały we współpracy z lokalnymi, australijskimi wokalistami i producentami i tu też były wydawane, jednak w 2011 roku dzięki produkcji The End nastąpił przełom – dzięki niej Trash zyskał ogromną popularność i rozgłos, co pomogło mu w promocji jego kolejnych produkcji. Kolejnym osiągnięciem był utwór Future Folk wydany na Musical Freedom, wytwórni należącej do Tiesto. W 2012 roku Tommy skupił się na coraz to mocniejszych kolaboracjach i akcentowaniu swojego charakterystycznego muzycznego stylu. Rok ten minął Australijczykowi pod znakiem produkcji Cascade, Ladi Dadi (Tommy Trash Remix) oraz utworu powstałego wspólnie ze szwedzką ikoną house Sebastianem Ingrosso. Pasmo sukcesów z 2012 roku zamknęła produkcja Tuna Melt z A-Trakiem. W 2013 roku Australijczyk wydał m.in. singiel Reload wzbogacony wokalem Johna Martina, który zyskał ogromną popularność i wysoko figurował na wielu top-listach, a także pierwszy singiel nakładem wytwórni Steve'a Angello Size Records pt. Monkey In Love. We wrześniu 2013 Tommy wyruszył w trasę koncertową z amerykańską ikoną electro house Wolfgangiem Gartnerem, którą promuje wydany w jego labelu utwór Hounds of Hell.
Olsen w 2011 roku przeprowadził się z rodzinnego Bundaberg do Londynu, natomiast w lecie 2012 roku osiedlił się na stałe w amerykańskim Los Angeles.

## Dyskografia

### Single
- 2007: It's A Swede Thing (with Goodwill)
- 2007: Fuck To The Bass( with Tom Piper)
- 2007: Slide
- 2007: One More (with Tom Piper)
- 2008: Amsterdam
- 2008: Lover Lover
- 2008: Australia
- 2008: Let Me Love You
- 2009: Need Me To Stay (feat.  Mr. Wilson)
- 2009: My Eternity
- 2009: Stars (with DBN feat. Michael Feinder)
- 2010: Stay Close
- 2010: Stopwatch
- 2010: Blackwater (feat. Rosie Henshaw & Carl Kennedy)
- 2010: The Bum Song (with Tom Piper)
- 2010: Bomjacker (with DBN)
- 2010: All My Friends (with Tom Piper feat. Mr. Wilson)
- 2011: Big Fucking House (with Angger Dimas)
- 2011: Nothing Left To Lose (with Sebastien Linz & NO_ID)
- 2011: Come Undone (with John Dahlback & Sam Obernik)
- 2011: The End
- 2011: Voodoo Groove (with Sebastien Linz)
- 2011: Future Folk
- 2011: Mr President
- 2011: Blair Bitch Project
- 2011: Monkey See Monkey Do
- 2011: Ohrwurm
- 2012: Sex, Drugs, Rock N Roll
- 2012: Cascade
- 2012: In N' Out (with Moguai)
- 2012: Falling (with Digitalism)
- 2012: Reload (with Sebastian Ingrosso)
- 2012: Sunrise (Won't Get Lost) (with The Aston Shuffle)
- 2012: Truffle Pig
- 2012: Tuna Melt (with A-Trak)
- 2013: Reload (with Sebastian Ingrosso feat. John Martin)
- 2013: Blair Bitch Project
- 2013: Monkey in Love
- 2013: Hounds of Hell (with Wolfgang Gartner)
- 2013: Fuckwind
- 2014: The Little Death (with Killagraham)

### Remiksy
2006:
- Sugiurumn – Star Baby (Goodwill & Tommy Trash Remix)

2007:
- Green Velvet feat. Walter Phillips – Shake And Pop (Tommy Trash Remix)
- Delta Goodrem – Believe Again (Tommy Trash Remix)
- The Veronicas – Hook Me Up (Tommy Trash Remix)
- Benjamin Bates – Two Flies (Tommy Trash Remix)
- Tom Novy – Unexpected (Tommy Trash Remix)
- Arno Cost & Arias – Magenta (Goodwill & Tommy Trash Remix)
- Anton Neumark – Need You Tonight (Goodwill & Tommy Trash Remix)
- Grafton Primary – Relativity (Tommy Trash Remix)
- Armand Van Helden – I Want Your Soul (Tommy Trash Remix)
- My Ninja Lover – 2 x 2 (Tommy Trash Remix)
- Betty Vale – Jump On Boar (Tommy Trash Remix)

2008:
- The Camel Rider & Mark Alston Feat. Mark Shine – “Addicted”
- Faithless – Insomnia (Tommy Trash Remix)
- Karton – Never Too Late (fRew & Tommy Trash Remix)
- Mason – The Ridge (Tommy Trash Remix)
- Dabruck & Klein – Cars (Tommy Trash Remix)
- Soul Central feat. Abigail Bailey – Time After Time (Tommy Trash Remix)
- Meck feat. Dino – So Strong (Tommy Trash Remix)
- Kaskade – Step One Two (Tommy Trash Remix)

2009:
- Chili Hifly feat. Jonas – I Go Crazy (Tommy Trash Remix)
- fRew & Chris Arnott Feat. Rosie Henshaw – My Heart Stops (Tommy Trash Remix)
- Orgasmic & Tekitek – The Sixpack Anthem (Tommy Trash Remix)
- Neon Stereo – Feel This Real (Tommy Trash Remix)
- Lady Sovereign – I Got You Dancing (Tommy Trash Remix)

2010:
- Hiroki Esashika – Kazane (Tommy Trash Remix)
- Dave Winnel – Festival City (Tommy Trash Remix)
- Bass Kleph – Duro (Tommy Trash Remix)
- Stafford Brothers feat. Seany B – Speaker Freakers (Tommy Trash Remix)
- DBN – Chicago (Tommy Trash Remix)
- Idriss Chebak – Warm & Oriental (Tommy Trash Remix)
- Anané – Plastic People (Tommy Trash Remix)
- Pocket808 feat. Phil Jamieson – Monster (Tommy Trash Remix)
- Dimitri Vegas & Like Mike feat. Vangosh – Deeper Love (Tommy Trash Remix)
- Jacob Plant feat. JLD – Basslines In (Tommy Trash Remix)
- The Potbelleez – Shake It (Tommy Trash Remix)

2011:
- fRew and Chris Arnott feat. Rosie – This New Style (Tommy Trash Remix)
- The Immigrant – Summer Of Love (Tommy Trash Remix)
- Gypsy & The Cat – Jona Vark (Tommy Trash Remix)
- TV Rock feat. Zoë Badwi – Carry Me Home (Tommy Trash Remix)
- BKCA pres. Bass Kleph & Chris Arnott – We Feel Love (Tommy Trash Remix)
- Richard Dinsdale, Sam Obernik & Hook N Sling – Edge Of The Earth (Tommy Trash Remix)
- John Dahlbäck feat. Erik Hassle – One Last Ride (Tommy Trash Remix)
- EDX Feat. Sarah McLeod – Falling Out Of Love (Tommy Trash Remix)
- Dirty South & Thomas Gold feat. Kate Elsworth – Alive (Tommy Trash Remix)
- Moby – After (Tommy Trash Remix)
- Zedd – Shave It (Tommy Trash Remix)
- Tiësto pres. Steve Forte Rio feat. Lindsey Ray – Slumber (Tommy Trash Remix)
- R3hab & Swanky Tunes feat. Max C – Sending My Love (Tommy Trash Remix)
- Timbaland feat. Pitbull & David Guetta – Pass at Me (Tommy Trash Remix)

2012:
- Swedish House Mafia & Knife Party – Antidote (Tommy Trash Remix)
- Steve Aoki feat. Wynter Gordon – Ladi Dadi (Tommy Trash Remix)
- Chris Lake – Build Up (Tommy Trash Edit)
- Pnau – Unite Us (Tommy Trash Remix)
- Nadia Ali – When It Rains (Tommy Trash Remix)
- Nicky Romero – Toulouse (Tommy Trash Remix)
- fRew feat. John Dubbs & Honorebel – Wicked Woman (Tommy Trash Remix)
- Deadmau5 feat. Chris James – The Veldt (Tommy Trash Remix)
- Cubic Zirconia – Darko (Tommy Trash Remix)

2013:
- Tommy Trash – Monkey See Monkey Do (Tommy Trash 2013 Mix)
- Sub Focus feat. Alex Clare – Endorphins (Tommy Trash Remix)
- Destructo – Higher (Tommy Trash Remix)
- Empire of the Sun – Celebrate (Tommy Trash Remix)